# Laurent D'Jaffo
Laurent D'Jaffo ou Djaffo est un footballeur franco-béninois né le 5 novembre 1970 à Bazas dans le département de la Gironde. Il joue au poste d'attaquant du début des années 1990 au milieu des années 2000.
Formé au Montpellier HSC, il effectue la majorité de sa carrière au Royaume-Uni. Il compte trois sélections avec le Bénin et participe à la Coupe d'Afrique des nations 2004.

## Biographie
Laurent Djaffo déménage avec ses parents en Afrique à l'âge de 2 ans et ne revient en France qu'à 14 ans. Il intègre le centre de formation du Montpellier HSC à seize ans et dispute son premier match en équipe première lors du match retour de Coupe d'Europe des vainqueurs de coupe contre le Steaua Bucarest le 7 novembre 1990. L'entraîneur Henryk Kasperczak le titularise à la pointe de l’attaque montpelliéraine à la suite de la blessure de Daniel Xuereb au match aller. Laurent Djaffo est remplacé à la 67e minute de la rencontre, remportée sur le score de trois buts à zéro, par Patrice Garande. Il dispute son premier match en Division 1 la saison suivante face à l'AS Monaco lors de la première journée du championnat. Il entre à la 60e minute du match en remplacement de Kader Ferhaoui, les Montpelliérains s'inclinent à domicile sur le score de quatre buts à un. Il dispute onze rencontres lors de cette saison pour deux buts marqués.
Peu utilisé les saisons suivantes, il quitte le MHSC en 1995 et rejoint les 
Chamois niortais en Division 2. Remplaçant la première saison, il inscrit six buts en douze rencontres en début de saison suivante et, en janvier 1997, il signe au Red Star, autre club de Division 2. Non conservé par le club parisien, il rejoint en octobre 1997 le club écossais d'Ayr United qui évolue en division 2. Il réussit alors sa meilleure saison professionnelle en inscrivant dix buts en vingt-quatre matchs. Observé par Huddersfield TFC et Charlton AFC, il rejoint finalement Bury FC en Angleterre. Après un essai de dix jours, il est conservé par le club et signe finalement un contrat de deux ans. Après une saison sous les couleurs de Bury et neuf buts inscrits, il est transféré pour 100 000 livres à Stockport County. Après une moitié de saison dans ce club, il est transféré pour la même somme à Sheffield United où il joue pendant trois saisons. Il retourne en Écosse en 2002 et signe un an au Aberdeen FC.
Sans contrat en début de saison 2003-2004, il dispute la Coupe d'Afrique des nations 2004 avec le Bénin. Il dispute une seule rencontre lors de la compétition face au Maroc le 31 janvier 2004. Les Marocains l'emportent sur le score de quatre buts à zéro. Il rejoint en mars Mansfield Town où il joue jusqu'à la fin de la saison, inscrivant un but pour son premier match. Il arrête le football professionnel en fin de championnat.
Après la fin de sa carrière, il devient agent de joueur tout en étant superviseur pour des clubs anglais.

## Palmarès
- Vainqueur de la Coupe d'été en 1992 avec le Montpellier HSC.
- Trois sélections en équipe du Bénin[11].

## Statistiques
Le tableau ci-dessous résume les statistiques en match officiel de Laurent D'Jaffo durant sa carrière de joueur professionnel,,.
| Saison                  | Club                  | Championnat           | Championnat | Championnat | Coupe nationale | Coupe nationale | Coupe de la Ligue | Coupe de la Ligue | Compétition(s) continentale(s) | Compétition(s) continentale(s) | Compétition(s) continentale(s) | Sélection Bénin | Sélection Bénin | Total | Total |
| Saison                  | Club                  | Division              | M.          | B.          | M.              | B.              | M.                | B.                | Comp.                          | M.                             | B.                             | M.              | B.              | M.    | B.    |
| 1990 - 1991             | Montpellier HSC       | Division 1            | -           | -           | -               | -               | -                 | -                 | C2                             | 1                              | 0                              | -               | -               | 1     | 0     |
| 1991 - 1992             | Montpellier HSC       | Division 1            | 11          | 2           | 2               | 1               | -                 | -                 | -                              | -                              | -                              | -               | -               | 13    | 3     |
| 1992 - 1993             | Montpellier HSC       | Division 1            | 6           | 0           | -               | -               | -                 | -                 | -                              | -                              | -                              | -               | -               | 6     | 0     |
| 1993 - 1994             | Montpellier HSC       | Division 1            | 12          | 1           | -               | -               | -                 | -                 | -                              | -                              | -                              | -               | -               | 12    | 1     |
| 1994 - 1995             | Montpellier HSC       | Division 1            | 8           | 0           | 2               | 1               | 1                 | 0                 | -                              | -                              | -                              | -               | -               | 11    | 1     |
| 1995 - 1996             | Chamois niortais      | Division 2            | 10          | 0           | 1               | 0               | -                 | -                 | -                              | -                              | -                              | -               | -               | 11    | 0     |
| juil. 1996 - janv. 1997 | Chamois niortais      | Division 2            | 12          | 6           | -               | -               | 2                 | 0                 | -                              | -                              | -                              | -               | -               | 14    | 6     |
| janv. 1996- juin 1997   | Red Star              | Division 2            | 13          | 3           | -               | -               | -                 | -                 | -                              | -                              | -                              | -               | -               | 13    | 3     |
| oct. 1997 - juin 1998   | Ayr United            | Division 2            | 24          | 10          | 3               | 0               | -                 | -                 | -                              | -                              | -                              | -               | -               | 27    | 10    |
| 1998 - 1999             | Bury FC               | Division 2            | 37          | 8           | 1               | 0               | 5                 | 1                 | -                              | -                              | -                              | -               | -               | 43    | 9     |
| août 1999 - fév. 2000   | Stockport County FC   | Division 2            | 21          | 7           | -               | -               | 2                 | 1                 | -                              | -                              | -                              | -               | -               | 23    | 8     |
| fév. 1999 - juil. 2000  | Sheffield United FC   | Division 2            | 15          | 1           | -               | -               | -                 | -                 | -                              | -                              | -                              | -               | -               | 15    | 1     |
| 2000 - 2001             | Sheffield United FC   | Division 2            | 22          | 5           | 1               | 0               | -                 | -                 | -                              | -                              | -                              | -               | -               | 23    | 5     |
| 2001 - 2002             | Sheffield United FC   | Division 2            | 32          | 5           | 2               | 0               | 2                 | 1                 | -                              | -                              | -                              | 1               | 0               | 37    | 6     |
| 2002 - 2003             | Aberdeen FC           | Premier League        | 18          | 3           | 3               | 2               | -                 | -                 | C3                             | 4                              | 0                              | 1               | 0               | 26    | 5     |
| mars 2003 - juin 2004   | Mansfield Town FC     | Division 3            | 11          | 1           | -               | -               | -                 | 0                 | -                              | -                              | -                              | 1               | 0               | 12    | 1     |
| Total sur la carrière   | Total sur la carrière | Total sur la carrière | 252         | 52          | 15              | 4               | 12                | 3                 | -                              | 5                              | 0                              | 3               | 0               | 287   | 59    |

## Vie personnelle
Il a un frère, Xavier D'Jaffo, qui a basculé dans le djihadisme au début des années 1990 et qui est mort en 2000,.